# Lilith (Computersystem)

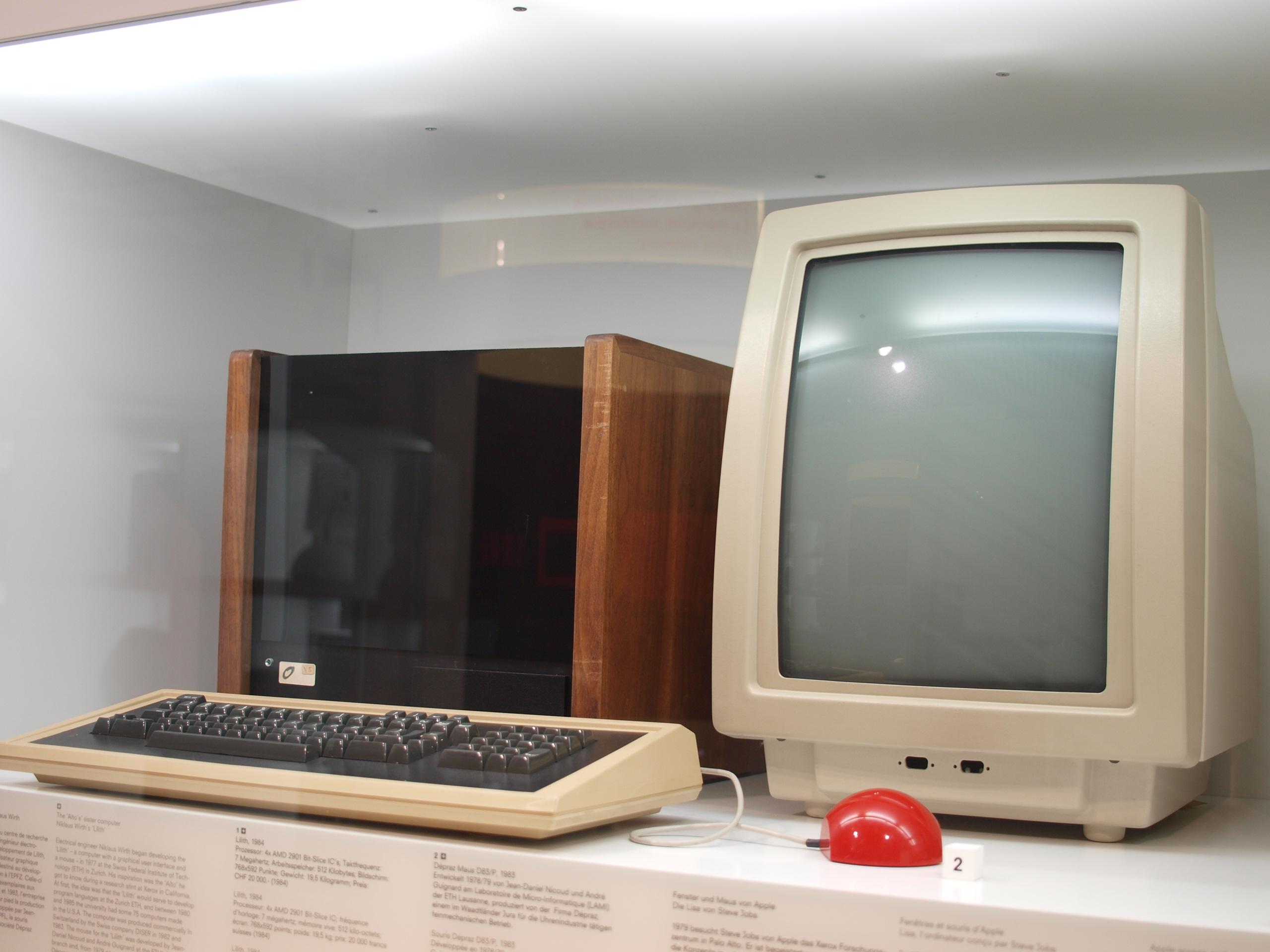
Die Lilith im Museum für Kommunikation (Bern)

Lilith ist der Name eines 1980 vom Schweizer Informatiker Niklaus Wirth an der ETH Zürich entwickelten Computersystems.
Die Lilith-Workstations dienten Anfang der 1980er Jahre als Plattform für zahlreiche Softwareprojekte in der Forschung. Sie gehörten zu den ersten Rechnern mit Bitmap-Display, Maus und einer fensterorientierten Benutzerschnittstelle. Sie wurden in einem lokalen Netzwerk betrieben, und gedruckt wurde auf den damals ebenfalls neuen Laserdruckern.
Ab 1982 wurde versucht, das System zu vermarkten. Kommerziell war es ein Misserfolg, aber die futuristische Maschine hat eine Informatikergeneration beeinflusst.
Wirth hatte 1977/78 am Forschungszentrum Palo Alto Research Institute von Xerox die zukunftsweisende Architektur der Alto-Workstations kennengelernt, die bereits mit Maus, Grafikbildschirm und Fenstertechnik versehen war. Nach seiner Rückkehr begann Wirth mit seiner Gruppe selbst eine solche Workstation zu entwickeln, wobei sie die Co-Entwicklung von Hardware- und Software betrieben.

Lilith Tower Modula Corporation, Modell 2.2 aus der Sammlung wissenschaftlicher Instrumente und Lehrmittel der ETH-Bibliothek

Auf diese Weise wurde Modula-2, der Nachfolger von Pascal, als Systemsprache generiert und Medos-2 als Betriebssystem. Der Modula-2-Compiler übersetzte dabei in einen kompakten Zwischencode (sog. M-Code), der direkt auf der Hardware interpretiert werden konnte. Basis war ein aus vierbittigen AMD-Am2900-Bausteinen „bit-sliced“ zusammengesetzter 16-Bit-Prozessor. Dessen Befehlssatz hatte Wirth auf den Zwischencode des Modula-2-Compilers abgestimmt. Bei einem Systemtakt von 7 MHz konnte die Lilith pro Sekunde ein bis zwei Millionen dieser Instruktionen ausführen. Die Ur-Lilith hatte 128 kB Speicher und einen Bildschirm mit 704 × 928 Pixel (Hochformat), spätere Versionen hatten 1024 Pixel Auflösung. Einblick in den für die damalige Zeit bahnbrechenden Leistungsumfang der Lilith gibt das ausgelesene und emulierte zeitgenössische Demoprogramm.
Der Name «Lilith» geht nach Angaben von Niklaus Wirth auf die gleichnamige Göttin in der sumerischen Mythologie zurück.